# QX Förlag
QX Förlag AB, tidigare Polcop, är ett svenskt förlag för HBTQ-kultur. Förlaget, beläget i Stockholm, grundades 1995.
QX Förlag ger ut tidningen QX och kartan QX Gay Map samt driver webbportalen QX och hbtq-communityt Qruiser.

## QX Gay Map
QX Förlag gav för första gången ut QX Gay Map sommaren 1996. Kartan över Stockholm trycks i 35 000 exemplar och distribueras där tidningen QX finns liksom via hotell i Stockholm och via turistmässor inriktade på HBT-marknaden. QX Gay Map hette tidigare QX Queer Map.

## Nyhetsportal
Nyhetsportalen QX startades våren 1997 och innehåller daglig nyhetsrapportering inom såväl nöje, kultur som politik, har en gayguide på svenska och engelska, en Dagens Historia-del, en webbshop liksom Dagens fråga. QX.se mäts av SIFO-media/TS och hade under första halvåret 2007 cirka 100 000 unika besök i veckan.

## Communityt Qruiser

QX logotyp

I juni 2000 startades communityt Qruiser med inriktning på att samla kvinnor och män i hbtq-samhället liksom "dess vänner". Qruiser skapades av de externa webbutvecklarna Micke Moggia och Jörgen Isaksson på uppdrag av QX Förlag. De blev senare anställda på förlaget där de vidareutvecklade communityt. Första halvåret 2007 hade communityt cirka 100 000 medlemmar och dess trafik mäts av SIFO-media/TS. Webbplatsen finns förutom på svenska även på norska, danska, finska, engelska och tyska.

## Gaygalan
Sedan 1999 har tidningen QX i februari varje år arrangerat Gaygalan. Tidningens läsare röstar fram personer och verksamheter i kategorier som "Årets Homo/Bi", "Årets Hetero", "Året Gayställe", "Årets Låt". Dessutom delar tidningens redaktion själva ut ett "QX Hederspris". Gaygalan 2004 och 2005 sändes av Sveriges Television och lockade bägge gångerna omkring 1 miljon TV-tittare.

## Nerlagda publikationer
Tidningen Corky startades november 1999 med Nenne Nestius som chefredaktör och ansvarig utgivare. Tidningen riktade sig till kvinnor och gavs totalt ut i fyra nummer innan den definitivt lades ned i maj 2001. Corky fanns innan tidningsutgivningen som webbtidning, med start hösten 1998, startad av Nenne Nestius, Gunilla Danielsson, Jessica Nyström. Efter att Corky som tidning lagts ned övergick den åter till att enbart finnas på nätet med Nenne Nestius som chefredaktör till årsskiftet 2005/2006. Våren 2007 upphörde publicering av nyheter på webbtidningen Corky.se.
I november 1999 började QX Förlag även ge ut den gratisutdelade gaytidningen Straight med inriktning på livsstil, mode och män. Chefredaktör för de tre första numren var Karl Andersson med Jon Voss som ansvarig utgivare. Därefter blev Jon Voss chefredaktör för nummer fyra till åtta. I och med nummer sex licensierade QX Förlag ut utgivningen till Hesselboms Universum. Nummer nio till 13 gavs ut från Berlin med Ralf Frölich som chefredaktör. Moderedaktör var i alla numren Ted Hesselbom. Tidningen lades ned 2003.
QX gav på uppdrag av Föreningen Stockholm Pride ut Pride Magazine åren 1998 och 1999.

## Priser och utmärkelser
2003 - RFSL-Stockholms pris Regnbågspriset.